# قصفة أنيقة
قَصِفَة أو بَرِيْزَة أنيقة عشب معمر في الفصيلة النجيلية وهو نوع من جنس قصفة.

## وصف
تنمو حتى 40 سم وتزهر من يونيو إلى سبتمبر في المملكة المتحدة.  عصفها قرصي التجميع متوسط الطول. سبلتها نحيلة الساق، هرمية الشكل عنقودية. أزهارها جميلة زرقاء اللون

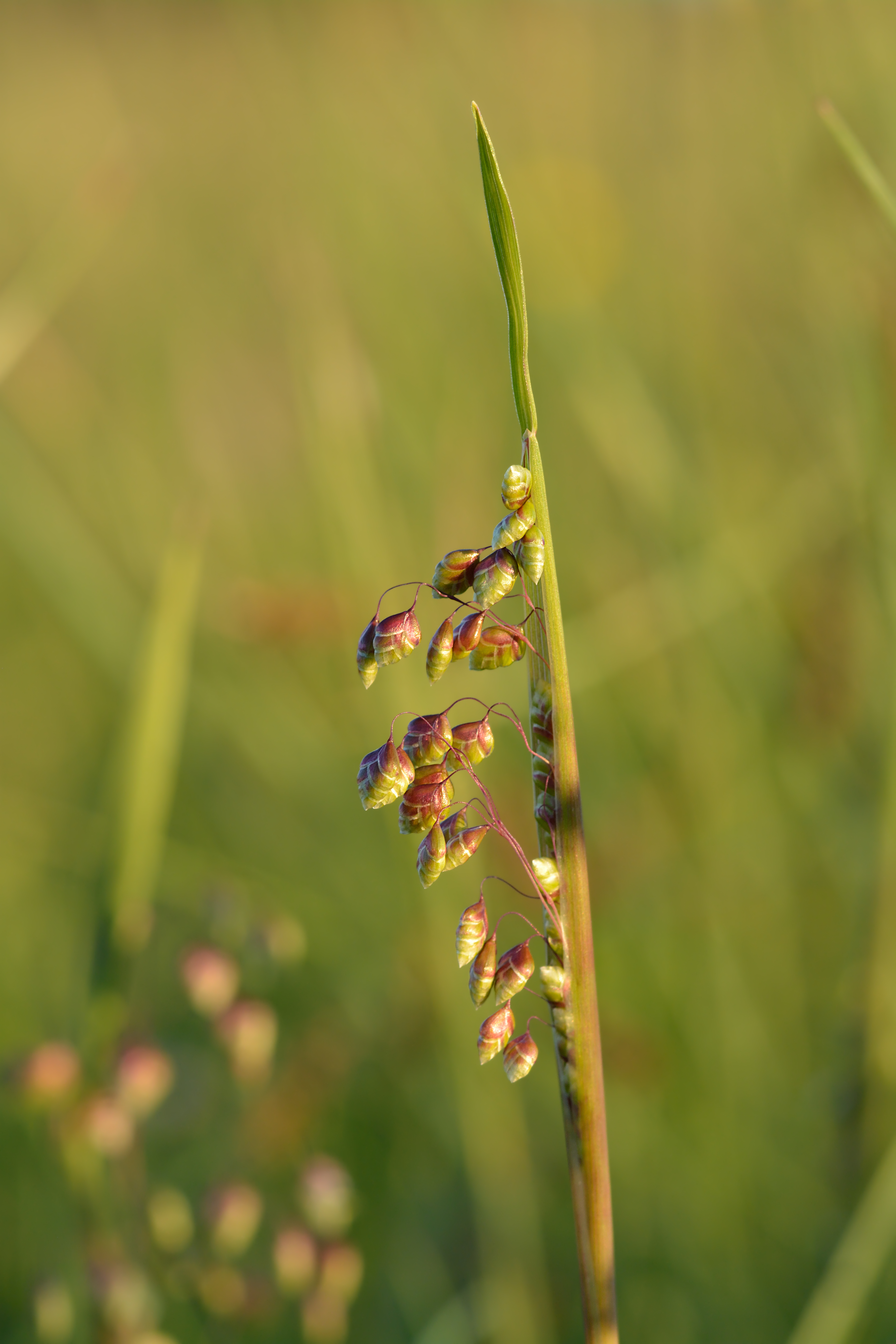
كَيْلة، إستُنيَة
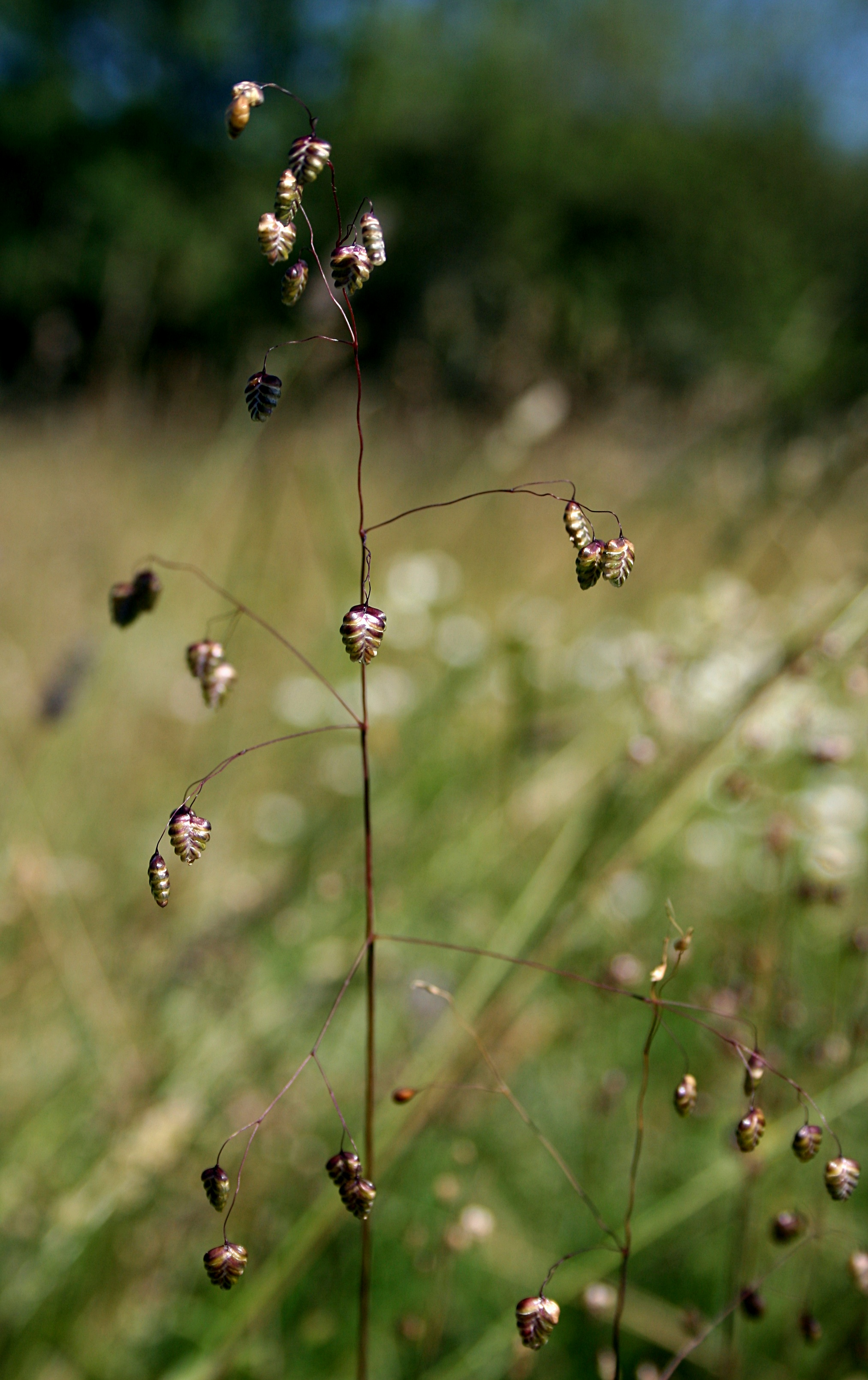
منتزه بُرِي تُتْشُلِسْكي الوطني ، بُلَندَة